# Per Svensson (skuespiller)
Per Ture Mikael Svensson (født 19. juni 1965 i Karlshamn) er en svensk skuespiller. Han studerede på Teaterhögskolan i Stockholm fra 1991 til 1994 og er en del af det faste ensemble på Dramaten.
Udover adskillige filmroller er Svensson også kendt for at have medvirket i tv-serier baseret på Leif G.W. Perssons kriminalromaner.

## Udvalgt filmografi
- Idag röd (tv-film, 1987)
- Chefen fru Ingeborg (tv-serie, 1993)
- Juloratoriet (1996)
- Sådan er livet (1996)
- Anna Holt - Polis (tv-serie, 1996-1997)
- Kvinden i det låste værelse (tv-serie, 1998)
- Gossip (2000)
- Nedtælling (2001)
- Beck (tv-serie, 2002)
- Olivia Twist (tv-serie, 2002)
- Suxxess (2002)
- Håkan Bråkan & Josef (2004)
- Kvarteret Skatan (tv-serie, 2006)
- Ett gott parti (tv-serie, 2007)
- Livet i Fagervik (tv-serie, 2008)
- Kenny begins (2009)
- Hotel Krølle På Halen (tv-serie, 2010)
- En pilgrims død (tv-serie, 2013)
- Frøken Frimans krig (tv-serie, 2013)
- Den fjerde mand (tv-serie, 2014-2015)
- Welcome to Sweden (tv-serie, 2014-2015)
- Cirklen (2015)
- Den døende detektiv (tv-serie, 2018)
- Champagne & Cyanide (kortfilm, 2020)
- Et sidste ræs (2023)
- Maffia (tv-serie, 2025)